# Elapotinus picteti
Elapotinus picteti är en ormart inom familjen stilettormar. Den är den enda arten i släktet Elapotinus, som därmed är monotypiskt. Det finns inga beskrivna underarter.

## Kännetecken
Det finns få dokumentera exemplar och inte mycket är känt om arten. Ormens längd är 20–29 centimeter och kroppen är cylindriskt formad med en kort svans. Huvudet är lite ihoptryckt, nosen avrundad när man ser på den från ovan och huvudet är otydligt markerat från resten av kroppen. Den har väldigt små ögon med runda pupiller som är typiskt för stilettormar. Magplåtarna är rundade och ryggfjällen släta, gjorda för att gräva med. Ormen är giftig

## Utbredning
Ormen lever i Afrika, söder om Sahara.